# Chalon-sur-Saône

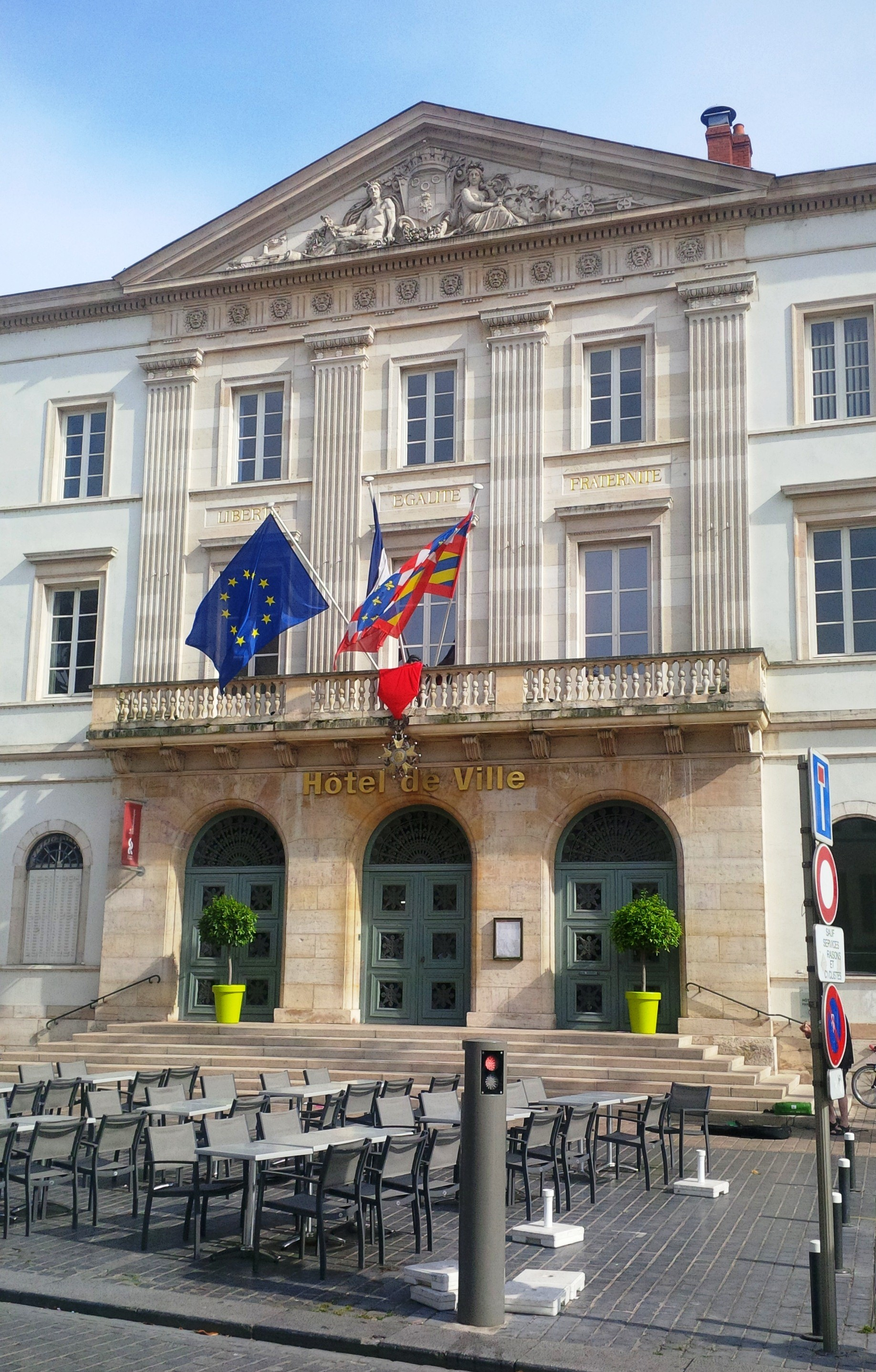
Hotel de Ville (Rathaus) 2015

Chalon-sur-Saône [ʃa.lɔ̃.syʁ.soːn] ⓘ ist eine französische Stadt im Département Saône-et-Loire in der Region Bourgogne-Franche-Comté. Sie ist mit 44.592 Einwohnern (Stand 1. Januar 2022) zwar die größte Stadt des Départements, aber nicht deren Verwaltungssitz, sondern lediglich Sitz einer Unterpräfektur. Nach Dijon ist Chalon die zweitgrößte Stadt in Burgund. Die Bewohner werden Chalonnais und Chalonnaises genannt.
Die Gemeinde erhielt 2022 die Auszeichnung „Vier Blumen“, die vom Conseil national des villes et villages fleuris (CNVVF) im Rahmen des jährlichen Wettbewerbs der blumengeschmückten Städte und Dörfer verliehen wird.

## Geschichte

### Antike
Chalon-sur-Saône hieß in der Antike Cabillonum, war einer der Hauptorte der Haeduer in Gallia Lugdunensis und wird zuerst von Caesar (De bello Gallico 7, 42 und 7, 90) erwähnt. Dieser legte in die Stadt eine Garnison, die 52 v. Chr. zunächst unter dem Kommando des Militärtribunen Marcus Aristius stand, den die Einwohner vertrieben, danach unter dem Befehl von Quintus Tullius Cicero, dem Bruder des berühmten Redners. Hier hatte später ein römischer Marinepräfekt seinen Sitz, da die Kaiser auf der Saône eine Flottille unterhielten. Der Ort, der an der Via Agrippa lag, hatte auch Kornmagazine für die Armee und lebhaften Handel. Der heilige Marcellus soll hier das Christentum verbreitet haben und 178 n. Chr. den Märtyrertod gestorben sein. Seit dem 4. oder 5. Jahrhundert war Chalon Sitz eines Bischofs. Der Ort erlitt 406 durch die Vandalen und 451 durch die Hunnen Attilas Zerstörungen.

### Mittelalter
Im Jahr 471 wurde Chalon burgundisch und 534 fränkisch. Um 555 verwüstete Chram, der aufständische Sohn Chlothars I., Chalon, das König Guntram I. später zur Residenz des Teilreichs Burgund machte und damit zu einer der wichtigsten und attraktivsten Städte Galliens und in der Folge zum Ort wichtiger Synoden. 732 wurde die Stadt von den Sarazenen und 761 von Herzog Waifar von Aquitanien verheert sowie 834 von Kaiser Lothar belagert. In der Teilung unter die Söhne Ludwigs des Frommen kam es an Karl den Kahlen.
Im 10. Jahrhundert bildete Chalon mit seinem Gebiet die burgundische Lehnsgrafschaft Chalonnais. Diese kam 1097 durch Kauf zur Hälfte an den Bischof von Chalon. Die andere Hälfte war vom Grafen von Donzy geerbt worden und kam 1237 durch Tausch gegen die Herrschaft Salins an das Herzogtum Burgund und 1477 mit Burgund zur französischen Krondomäne, der Domaine royal.
1256 verlieh Herzog Hugo IV. von Burgund, der die Grafschaft Châlonnais 1237 erworben hatte, der Stadt Chalon Kommunalrechte. Philipp der Kühne ließ sie 1368 wieder befestigen. Weil ihre Einwohner nach dem Tod Karls des Kühnen (1477) für dessen Tochter Maria von Burgund Partei ergriffen hatten, wurden sie von Georges II. de La Trémoille, Herrn von Craon, im Auftrag König Ludwigs XI. belagert und mussten sich nach langem Widerstand ergeben. Daraufhin ließ Georges II de La Trémoille die angesehensten Bürger von Chalon ermorden, sie wurden an Händen und Füßen gefesselt in die Saône geworfen. Franz I. ließ die Festungswerke wieder instand setzen, wobei die Vorstädte mit einbezogen wurden.

### Frühe Neuzeit
1562 eroberten die Hugenotten unter Charles Dupuy de Montbrun die Stadt, wurden aber von den Truppen des Gaspard de Saulx geschlagen. 1563 wurde die Zitadelle mit fünf Bastionen erbaut. Die Katholische Liga bemächtigte sich 1589 unter dem Befehl von Charles II. de Lorraine der Stadt, in die dann 1591 der Marschall von Aumont mit seinen Truppen kam. Die Unruhen dauerten bis 1595.
Nach der Französischen Revolution wurde das Bistum Chalon 1801 aufgelöst und sein Gebiet in das Bistum Autun eingegliedert.

### Neuzeit
Chalon ist bekannt als Geburtsort der Fotografie (Heliografie). Der berühmteste Bürger der Stadt ist Joseph Nicéphore Niépce, für dessen Erfindung es am Quai des Messageries ein Museum gibt, das mehr als 2 Millionen Fotografien und viele Artefakte, Kameras und andere Ausrüstungsgegenstände aus der gesamten Geschichte der Fotografie enthält.
Am 6. Oktober 1943 ereignete sich bei Chalon-sur-Saône ein schwerer Eisenbahnunfall, als ein Güterzug entgleiste und ein ihm folgender Schnellzug nach Lyon auffuhr. 21 Menschen starben, 90 wurden darüber hinaus verletzt.

## Wirtschaft und Infrastruktur
Die Stadt liegt am Ufer der Saône, am Endpunkt des Canal du Centre und hat einen Flusshafen. Sie ist der Markt für die westliche Bresse, für Getreide und die regionalen Weine.
Der Bahnhof Chalon-sur-Saône liegt an der Bahnstrecke Paris–Marseille. Die Bahnstrecken Seurre–Chalon-sur-Saône und Cluny–Chalon-sur-Saône werden nicht mehr im Personenverkehr bedient bzw. sind abgebaut. Letztere dient heute als Fahrradweg (Voie verte de Bourgogne du Sud). Die westliche Stadtgrenze wird von der Autoroute A 6 berührt.

## Sehenswürdigkeiten

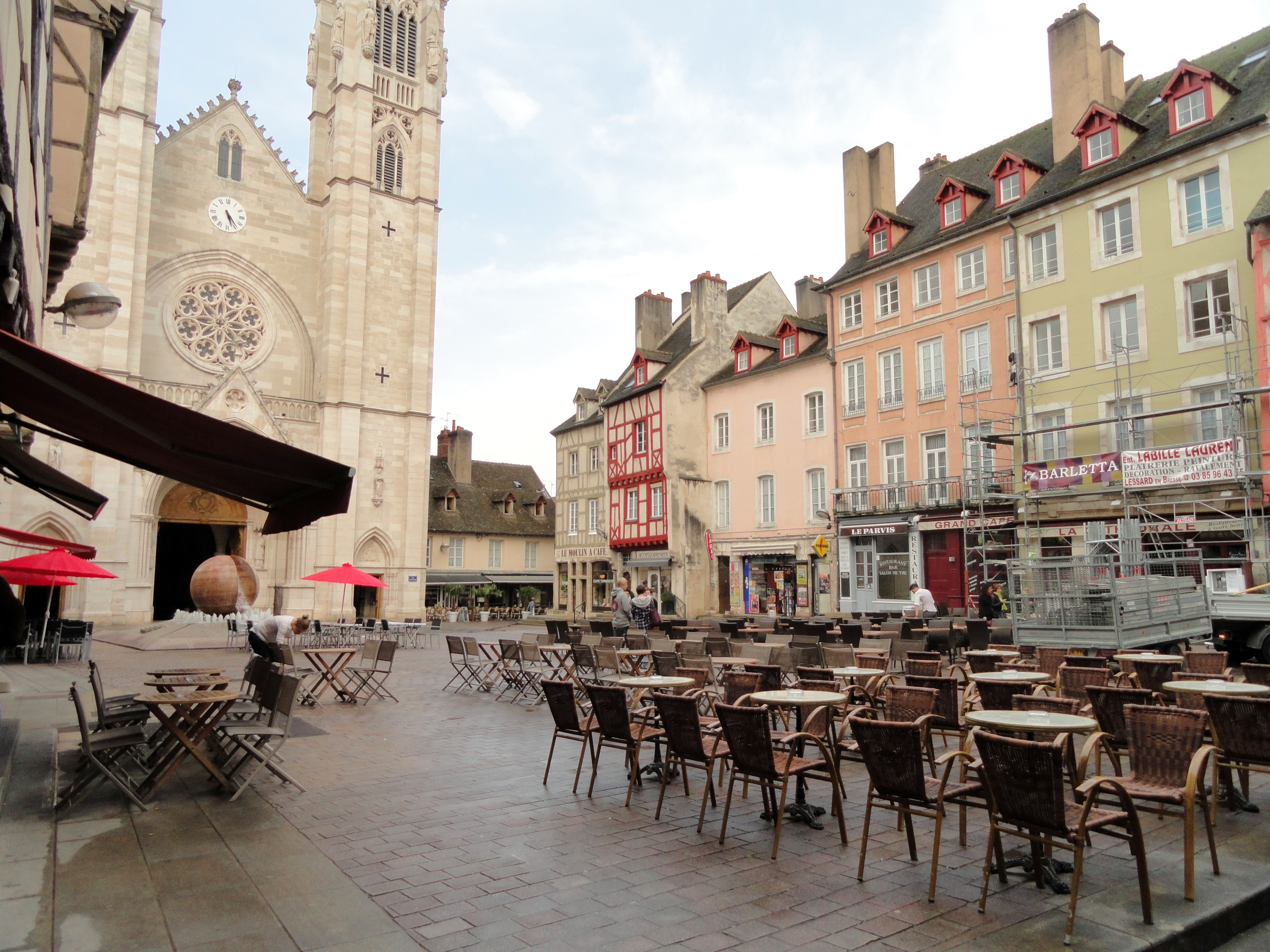
Altstadt

Die ehemalige Kathedrale St. Vincent des vom 5. Jahrhundert bis 1801 bestehenden Bistums wurde im frühen 12. Jahrhundert als romanische dreischiffige Basilika mit Querhaus und drei Apsiden neu errichtet. Um 1230 bis 1241 erneuerte man die Hauptapsis und den Vorchor, ab 1310 wurde auch das Langhaus entsprechend den gotischen Formen des Chors mit Triforium und Maßwerk-Obergaden erhöht und 1374–1403 im Mittelschiff gewölbt. Im 15. und 16. Jahrhundert fügte man Seitenkapellen an, 1825–1844 wurde die von der Nachwelt wenig geschätzte Doppelturmfassade in klassizistisch-neogotischen Formen vorgebaut. Bedeutendste Ausstattungsstücke sind die figürlichen Langhauskapitelle aus der späten Romanik und ein spätgotisches Nischengrabmal im Chor. Sehenswert ist auch ein fein gegliederter Kreuzgang aus dem späten 14. Jahrhundert.
Die ehemalige Klosterkirche St. Pierre ist eine der wenigen Barockkirchen der Region. Von 1693 bis 1713 errichtet, bietet sie mit ihrer zentralen Kuppel ein in Burgund eher seltenes Raumerlebnis. Statuen des 17. Jahrhunderts und ein Orgelprospekt im Régencestil ergänzen den Eindruck eines stimmigen Gesamtbildes. Die Fassade wurde Anfang des 20. Jahrhunderts erneuert.
Die Altstadt rund um die Kathedrale ist teilweise gut erhalten. Gegenüber der Kirche St. Pierre aus dem 18. und 19. Jahrhundert liegt das Musée Vivant-Denon, in dem neben einer Gemäldesammlung römische und merowingische Funde ausgestellt sind. Auf einer Insel in der Saône steht der Tour du Doyenné aus dem 15. Jahrhundert sowie das im 16. Jahrhundert gegründete Hôpital einschließlich einer Kapelle mit ihren ursprünglichen Glasfenstern und einer Apotheke.

## Theaterfestival
In Frankreich ist Chalon-sur-Saône für sein Theaterfestival Chalon dans la rue bekannt. Dieses Straßenfest findet seit 1986 jedes Jahr Mitte Juli in der gesamten historischen Innenstadt statt. Auf Plätzen, in Höfen und auf der Straße treten Straßenkünstler aus Frankreich und mittlerweile auch vielen anderen Ländern auf. Das Festival unterteilt sich in Vorstellungen aus dem Off- und dem In-Bereich. Die Off-Veranstaltungen können ohne Eintritt besucht werden, wohingegen die In-Aufführungen Eintritt kosten.

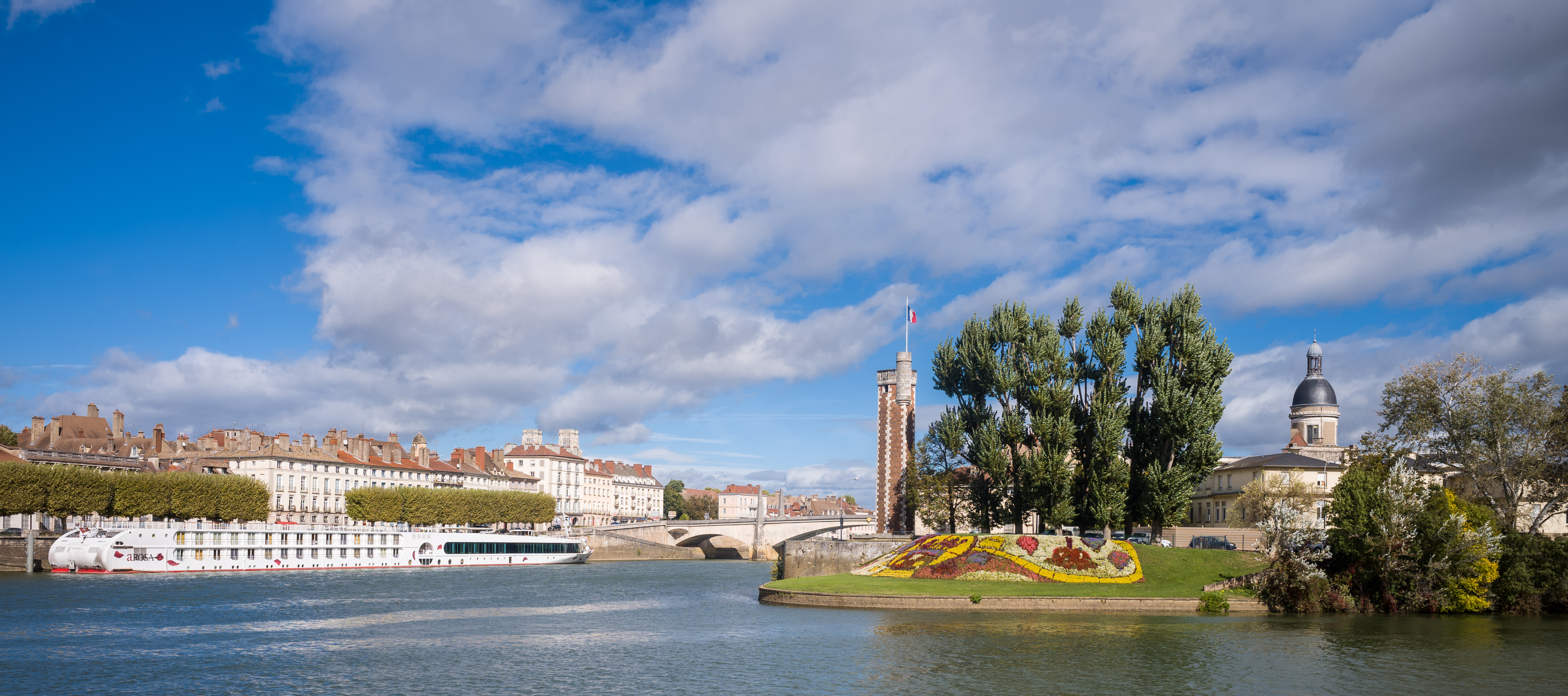
Chalon-sur-Saône Panorama

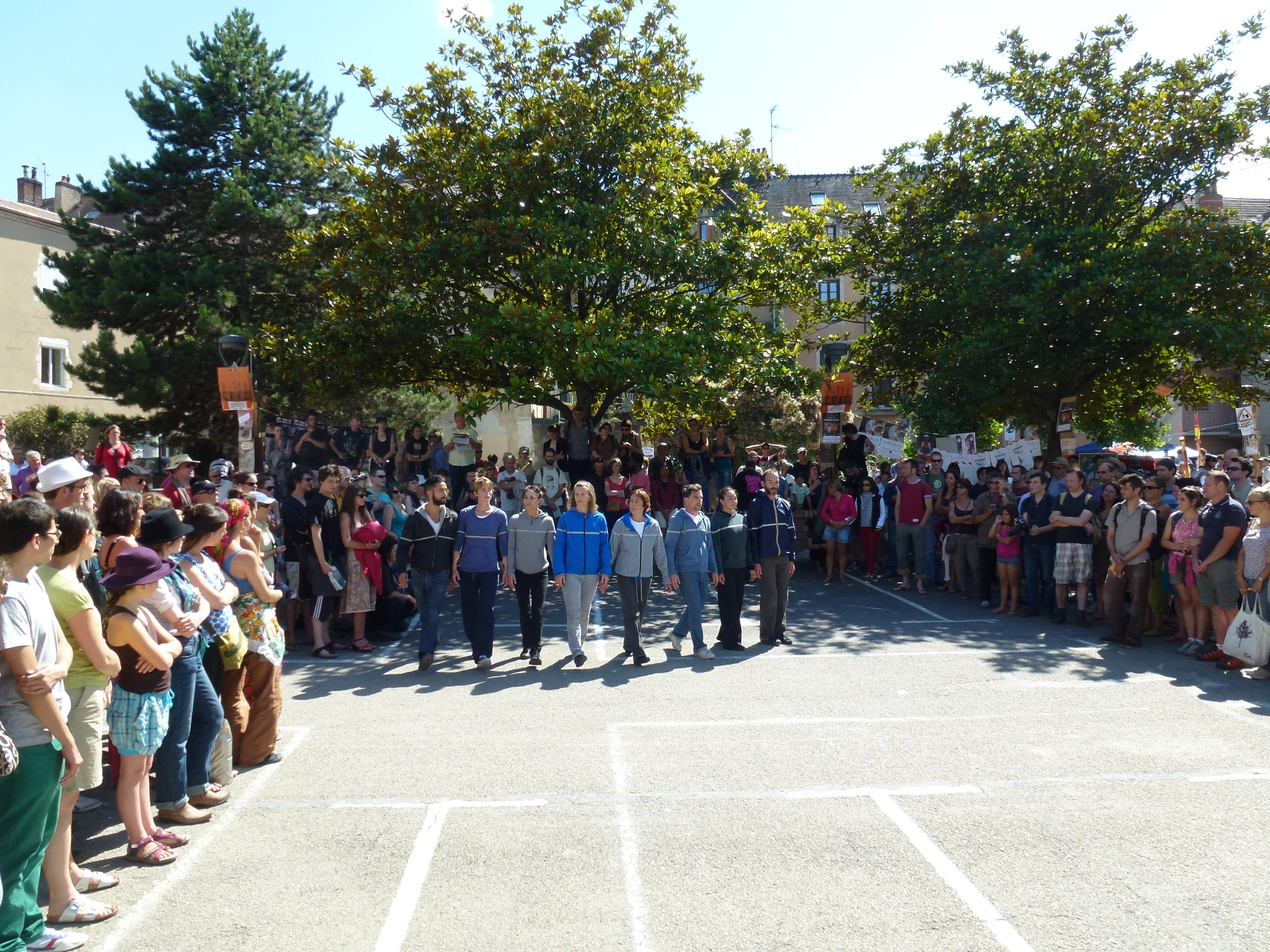
Tanzaufführung
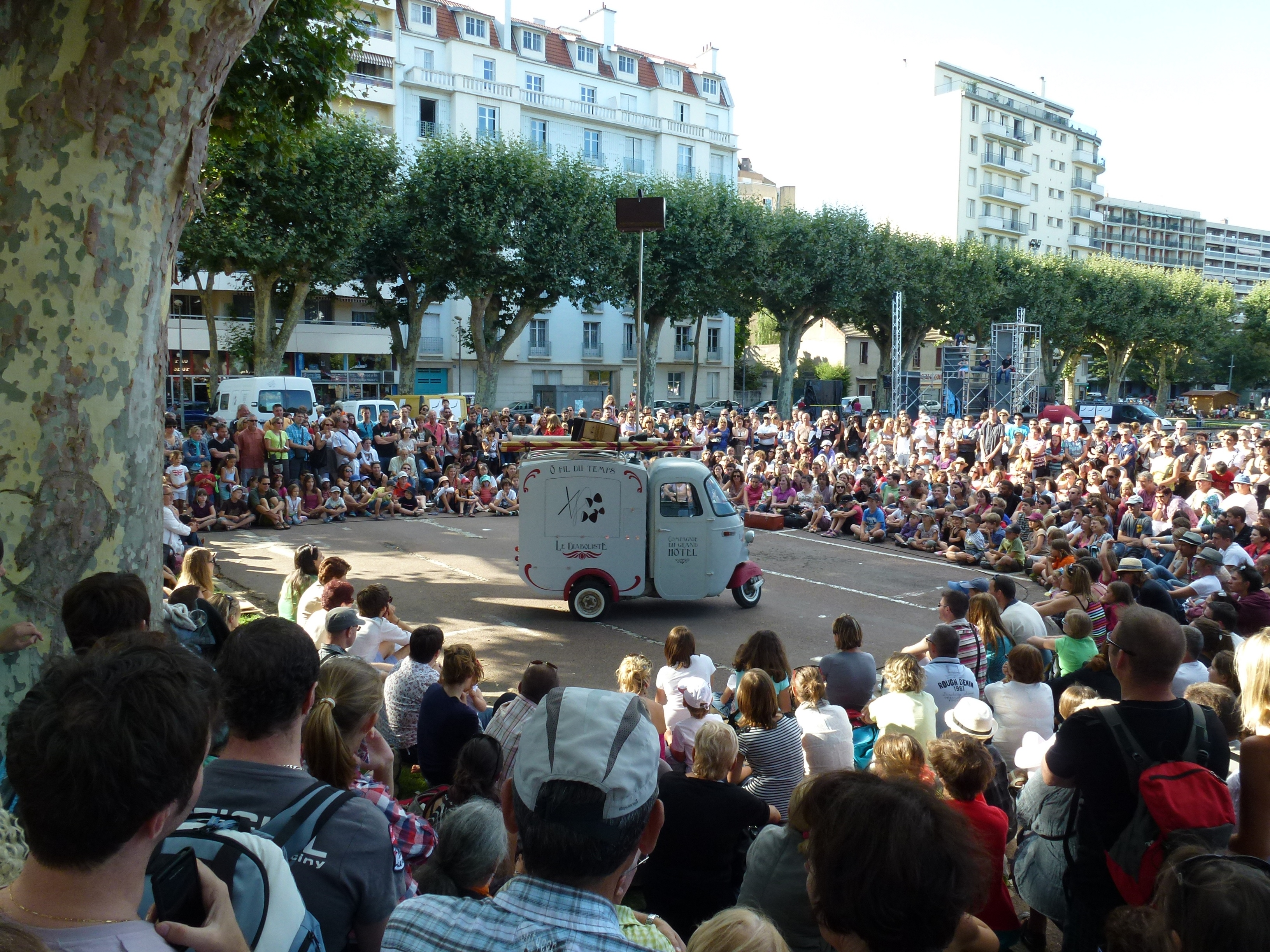
O Fil Du Temps
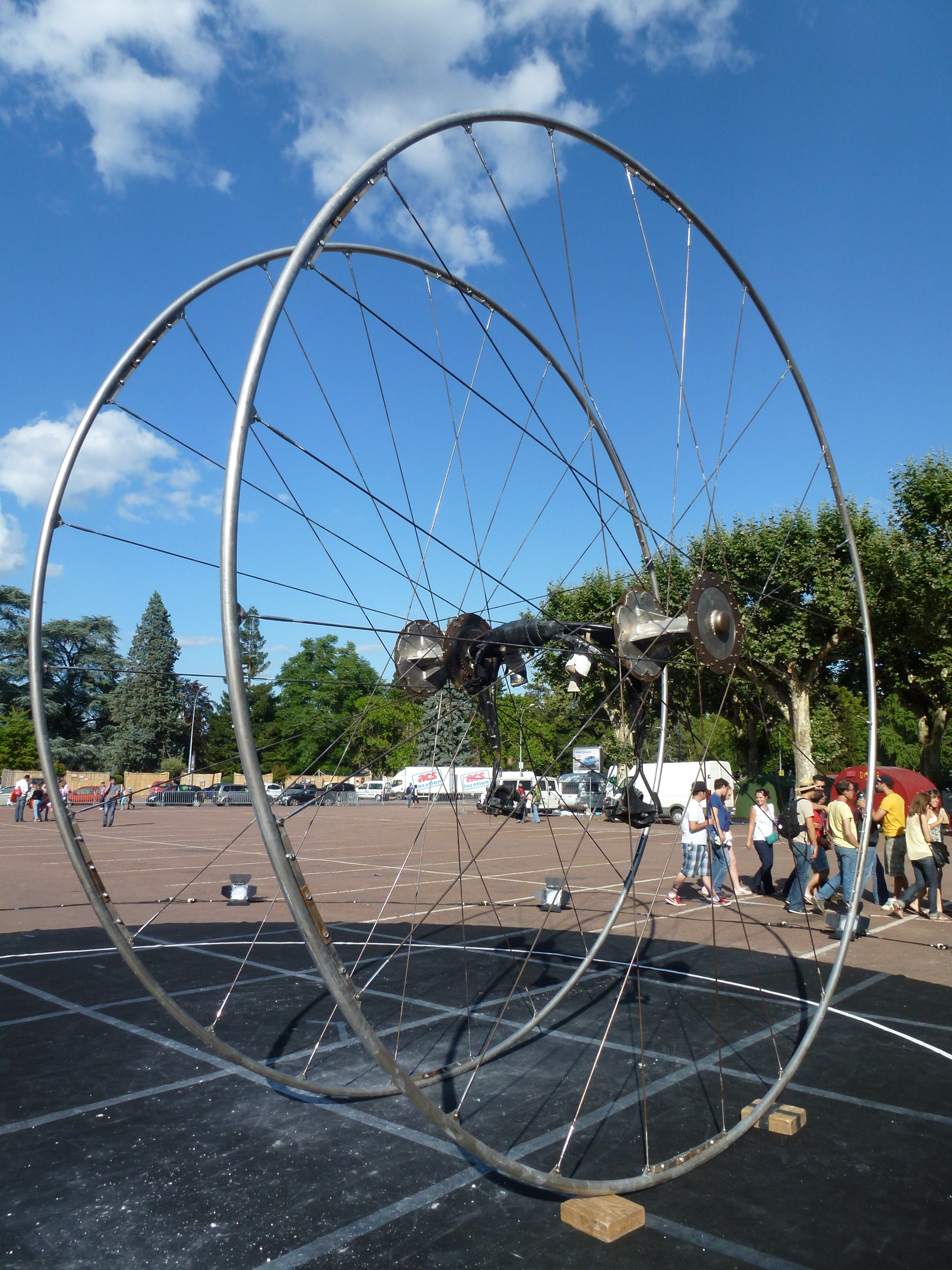
Riesenrad
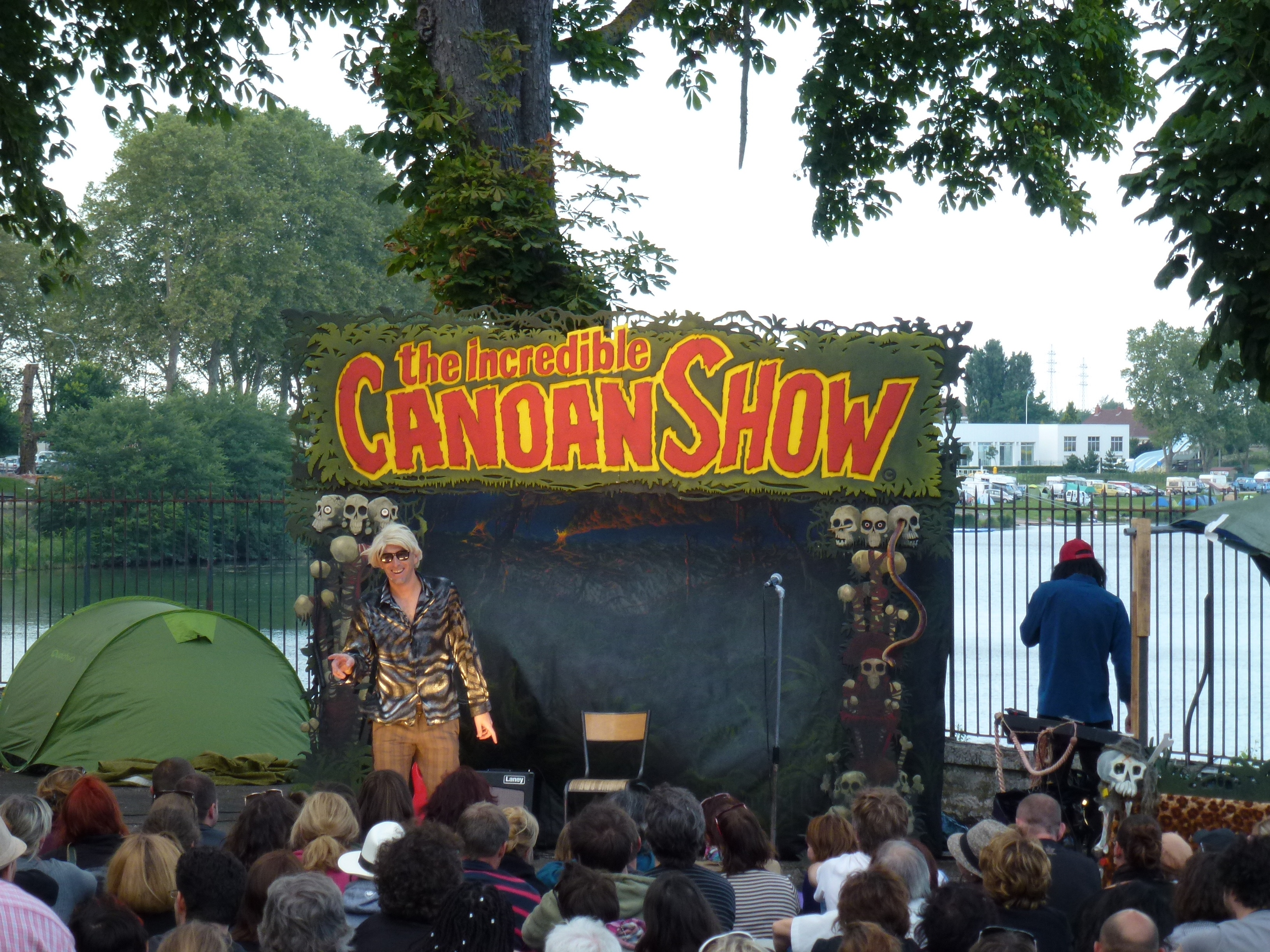
The incredible Canoan Show

## Söhne und Töchter der Stadt
- Caesarius von Arles (470–542), Erzbischof von Arles
- Hugo Donellus (1527–1591), Jurist
- Claude de Pontoux (um 1530–1579), Lyriker und Übersetzer
- Joseph Touchemoulin (1727–1801), Violinist und Kapellmeister in Bonn und Regensburg (Fürsten von Thurn und Taxis)
- Dominique-Vivant Denon (1747–1825), nach der Französischen Revolution damit befasst, den Louvre in ein Museum umzuwandeln. Nach ihm ist einer der Flügel des Louvre, das Palais Denon, benannt.
- Claude-Madeleine Grivaud de La Vincelle (1762–1819), Archäologe
- Pierre Poinsot de Chansac (1764–1833), General der Kavallerie
- Joseph Nicéphore Niépce (1765–1833), einer der Erfinder der Fotografie
- Philibert Léon Couturier (1823–1901), Maler
- Charles Méray (1835–1911), Mathematiker
- Charles Bollet (1874–1951), Turner
- Jean Champion (1914–2001), Schauspieler
- Jeannette Guyot (1919–2016), Widerstandskämpferin im Zweiten Weltkrieg
- Roger Grosjean (1920–1975), Archäologe
- André Louis Fort (1935–2025), römisch-katholischer Geistlicher, Bischof von Perpignan-Elne 1996–2002, Bischof von Orléans 2002–2010
- Gérard Collomb (1947–2023), Politiker (PS, En marche!), Bürgermeister von Lyon und Innenminister in der Regierung von Édouard Philippe
- Jean-Loup Puget (* 1947), Astrophysiker
- Isabelle Casez (* 1964), Kamerafrau
- Rachida Dati (* 1965), Politikerin (UMP), Justizministerin in der Regierung von François Fillon, aufgewachsen in Chalon-sur-Saône
- Steeve Guénot (* 1985), Ringer
- Tom Paris (* 2002), Tennisspieler

## Städtepartnerschaften
- Solingen in Nordrhein-Westfalen, Deutschland; seit 1960[8]
- Novara, Italien
- St Helens, Vereinigtes Königreich